# Eisenbahnunfall von Aarau

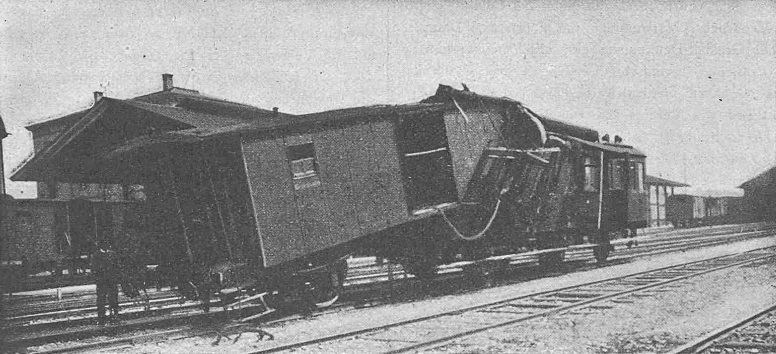
Der aufgestiegene Gepäckwagen F 2087 zerstörte den nachfolgenden Personenwagen AB3 12656 der PLM.

Beim Eisenbahnunfall von Aarau am 4. Juni 1899 fuhr im Bahnhof Aarau ein Schnellzug Zürich–Genf der Schweizerischen Nordostbahn (NOB) über den vorgeschriebenen Haltepunkt hinaus und stiess dabei in zwei stehende Lokomotiven der Schweizerischen Centralbahn (SCB). Der Unfall forderte zwei Tote und drei Schwerverletzte.

## Ausgangslage
Der Nachtschnellzug 26 Zürich–Genf mit 27 Achsen, bestehend aus acht Personen-, einem Gepäck- und einem Postwagen wurde in Zürich um 22.47 Uhr mit zwei Minuten Verspätung abgefertigt. Der an zweiter Stelle hinter dem Gepäckwagen eingereihte Personenwagen gehörte der Compagnie Paris–Lyon–Méditerranée (PLM) und war ein direkter Kurswagen nach Lyon. Seine Puffer waren tiefer als die der anderen Wagen, die Höhendifferenz entsprach aber noch knapp den Vorschriften. Der Zug war mit Westinghouse-Doppelbremse ausgerüstet. Bis Brugg wurde er mit Vorspann befördert, dort wurde die zweite Lokomotive ausgereiht. Auf eine Bremsprobe wurde, wie es das damalige Reglement erlaubte, verzichtet. Bei der Abfahrt in Brugg betrug der Druck in der Hauptleitung knapp 5 at, die Luftpumpe war auf der ganzen Strecke bis Aarau in Betrieb.
Zug 26 wurde in Aarau um 23.57 Uhr erwartet. Dort wurden jeweils die Lokomotiven gewechselt. Die Strecke Zürich–Baden–Aarau wurde von der Nordostbahn betrieben, die Fortsetzung nach Olten–Bern von der Centralbahn.

## Unfallverlauf

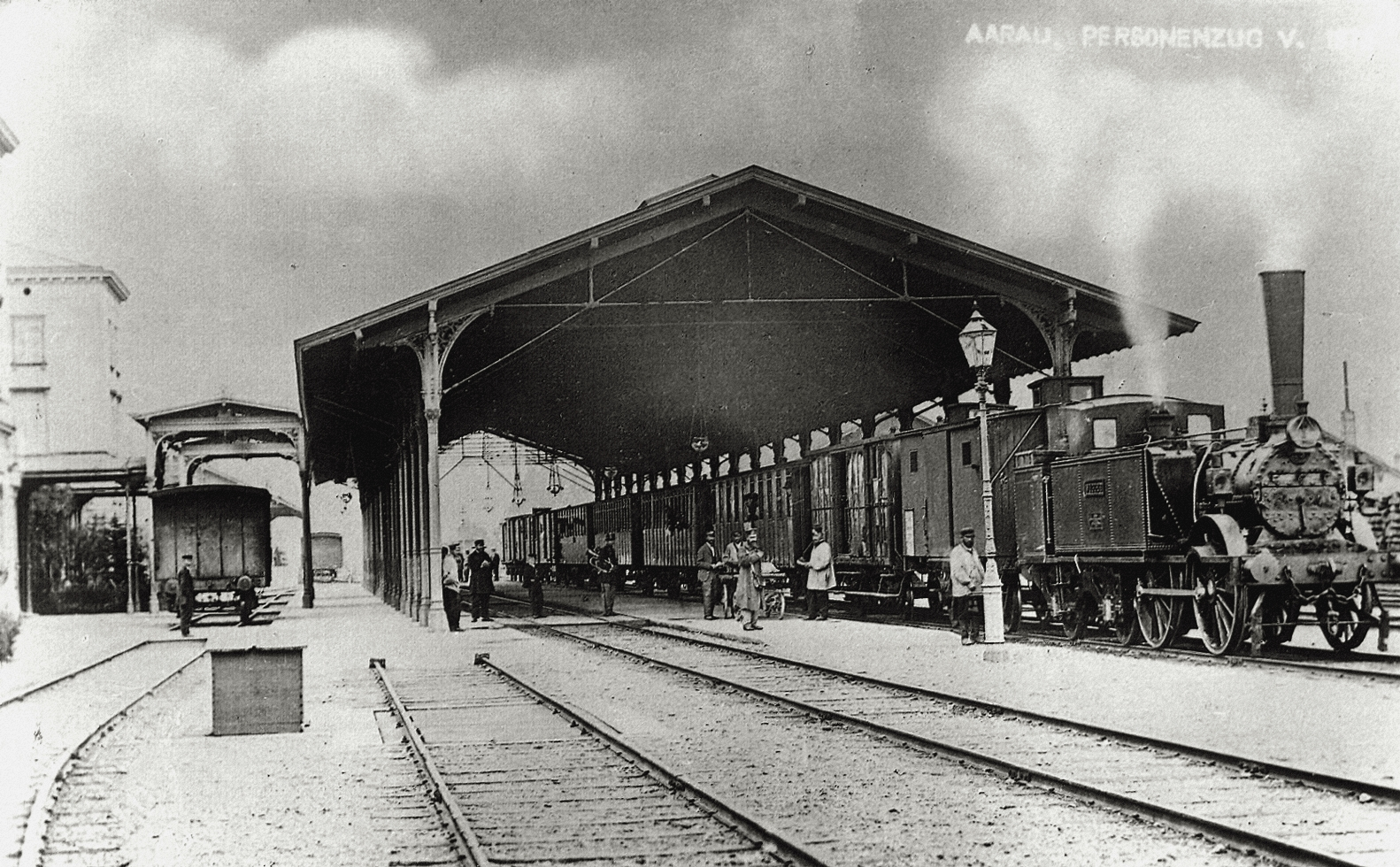
Bahnhofshalle Aarau mit einem Zug der Centralbahn. Zug 62 fuhr mit 60 km/h in die Bahnhofshalle hinein.

In Aarau fuhr der Schnellzug mit 60 km/h in die Bahnhofshalle hinein. Erst bei der Einfahrt in die Halle oder noch später stellte der Lokomotivführer den Dampf ab und betätigte die Luftdruckbremse. Er überfuhr den vorgeschriebenen Haltepunkt, verringerte innerhalb von 15 Sekunden die Geschwindigkeit auf 40 km/h und stiess in zwei Centralbahn-Lokomotiven. Die beiden Ablösemaschinen warteten auf dem Durchfahrgleis am Westende des Bahnhofes bei km 49,541 auf die Übernahme des Zuges 26, um ihn nach Bern weiterzubefördern.
Das hintere Ende des hinter der Lokomotive A3T 190 eingereihten Gepäckwagens F 2087 wurde durch die Kollision abgehoben. Der nachfolgende Personenwagen AB3 12656 der PLM wurde in den angehobenen Gepäckwagen geschoben, wobei ein Zweitklass- und zwei Erstklass-Zugabteile des Personenwagens zerstört wurden. In diesen drei Abteilen befanden sich zehn Reisende. Zwei Personen wurden getötet, drei schwer und acht leicht verletzt. Die beiden Lokomotiven der Centralbahn wurden durch den Zusammenstoss 20 Meter weggeschoben. Der Materialschaden betrug 25'000 bis 30'000 Franken.

## Ermittlung der Unfallursache

### Untersuchungen der Nordostbahn
Die Nordostbahn nahm umgehend eine vorläufige Untersuchung auf. Zwölf Stunden nach dem Unfall – der intakt gebliebene Zugteil war bereits weggestellt – stellte ein Kontrollingenieur fest, dass der hintere Luftabsperrhahn des PLM-Wagens geschlossen war und der vordere nicht ganz senkrecht stand. Die NOB kam in ihren Untersuchungen zum Schluss, dass wegen einer Fehlmanipulation beim Ausreihen der zweiten Lokomotive in Brugg die Bremswirkung der Westinghouse-Druckluftbremse durch Luftverlust stark beeinträchtigt gewesen sei. Der Lokomotivführer hätte mit einem Pfeifsignal das Zugpersonal zum Anziehen der Handbremsen auffordern sowie die Gegendruckbremse der Lokomotive und die Handbremse des Tenders einsetzen können. Diese Mittel zum Anhalten des Zuges wurden nicht oder erst im letzten Moment eingesetzt.
Die Nordostbahn machte nicht nur den Lokomotivführer, sondern auch das restliche mitfahrende Personal für den Unfall verantwortlich. Der Heizer hat es unterlassen, den Lokomotivführer rechtzeitig auf die Situation aufmerksam zu machen. Auch das Zugspersonal hat weder durch Öffnen der Bremshähne noch durch Anwendung der Handbremsen die Geschwindigkeit des Zuges vermindert.

### Einsetzen von Experten

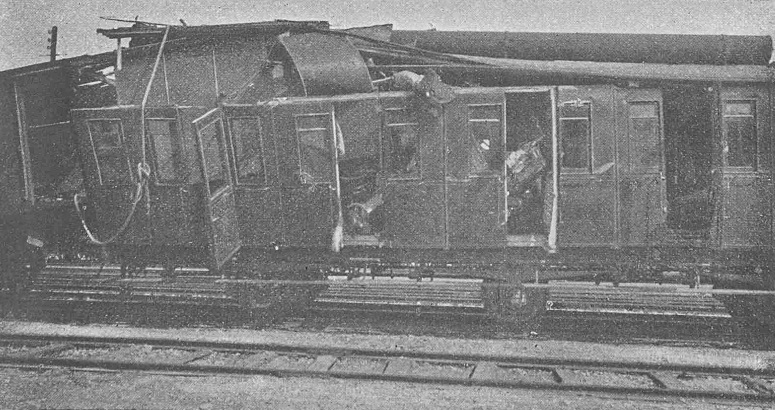
Im zerstörten Personenwagen der PLM fanden zwei Menschen den Tod.

Der Verteidiger des angeklagten Lokomotivführers, Nationalrat Ludwig Forrer, beantragte in den Verhandlungen des Bezirksgerichts Aarau den Beizug von drei Experten. Als Experten schlug er einen Maschinenmeister der Gotthardbahn und Ingenieur Schleifer aus Berlin vor. Schleifer entwickelte eine Druckluftbremse, die bei den Sächsischen Staatseisenbahnen eingeführt worden war. Er war in Fachkreisen als heftiger Gegner der Westinghousebremse bekannt. Dass er als Konkurrent von Westinghouse als Experte vorgeschlagen wurde, führte zu Kritik. Das Gericht sah sich veranlasst, von sich aus die Gerichtsexperten zu ernennen und beauftragte R. Weyermann, Maschineningenieur der Jura-Simplon-Bahn und A. Keller, Sekretär der Techniker-Kommissionen des Schweizerischen Eisenbahnverbandes, mit den Untersuchungen.

### Versuchsfahrten
Die beiden Experten entschlossen sich, die Einfahrt des verunglückten Zuges in Aarau durch Versuchsfahrten mit einer gleichen Komposition wie Zug Nr. 26 nachzustellen. In der Lokomotive des Versuchszugs wurde das Führerbremsventil der verunfallten Maschine A3T 190 eingebaut. In der Werkstätte Biel der Jura-Simplon-Bahn wurde vorgängig an einem Zug mit gleicher Zusammensetzung der Druckverlust bei nicht mehr gespeister Hauptleitung gemessen. Bei 5 at Anfangsdruck betrug der Druckverlust nach 20 Minuten bei gutem Zustand der Bremsleitung 0,6 at und bei schlechtem Zustand 1,9 at. Für eine Schnellbremsung des Zuges in Aarau standen demnach mindestens 3 at zur Verfügung.
Vor den Fahrten wurden nach Angaben des Lokomotivführers und des Heizers bestimmt, wo welche Handlungen vorgenommen wurden:
- 1912 Meter vor der Kollision stellte der Lokomotivführer den Dampf ab.
- 648 Meter vor der Kollision wurde die Luftdruckbremse betätigt.
- 545 Meter vor der Kollision zog der Heizer die Handbremse des Tenders an.
- 283 Meter vor der Kollision löste der Lokomotivführer eine Schnellbremsung aus.
- 227 Meter vor der Kollision (Beginn der Bahnhofshalle) betätigte der Führer die Gegendampfbremse der Lokomotive.
- 174 Meter vor der Kollision öffnete der Kondukteur die Bremsleitung des letzten Wagens.[14]

Die Versuchsfahrten belegten, dass die beiden Luftabsperrhähne des PLM-Wagens offen waren, die Westinghouse-Druckluftbremse im ganzen Zug wirkte und die Druckluftbremse auch mit 3 at Hauptleitungsdruck fehlerfrei funktionierte.

### Ursache der Kollision
Die unmittelbare Ursache der Kollision war das zu lange Ausüben der Zugkraft durch den Lokomotivführer. Wegen der verspätet eingeleiteten Bremsung des Nordostbahn-Zugs Nr. 26 konnte der Zusammenstoss nicht mehr verhindert werden.
Der Zusammenstoss wäre nicht geschehen:
- wenn die beiden Ablösemaschinen der SCB auf einem Nebengleis und nicht auf dem Ausfahrgleis Richtung Olten gewartet hätten.
- wenn der Heizer den Lokomotivführer auf das verspätete Dampfabstellen aufmerksam gemacht hätte.
- wenn das Zugpersonal rechtzeitig einen Bremshahn geöffnet hätte.[15]
- wenn die Führer der SCB auf die Haltsignale des Stationsgehilfen reagiert hätten und mit ihren Ablösemaschinen weggefahren wären.

Die geringere Pufferhöhe des PLM-Wagens hat das Aufsteigen des Gepäckwagens und die Zertrümmerung des PLM-Wagens begünstigt. Die Aufprallgeschwindigkeit des Schnellzugs wäre geringer gewesen mit einer Triebradbremse der Lokomotive Nr. 190, mit besser unterhaltenen Wagenbremsen und mit einer Geschwindigkeitsbeschränkung bei der Einfahrt in den Bahnhof Aarau.

## Folgen
Nach dem Unfall warteten in Aarau die Ablösemaschinen nicht mehr auf dem Durchfahrgleis.
Das Bezirksgericht Aarau verurteilte am 30. März 1901 den Lokomotivführer des Zuges Nr. 26 zu insgesamt acht Wochen Freiheitsstrafe. Das aargauische Obergericht, an welches die Verteidigung und die Staatsanwaltschaft rekurrierten, bestätigte am 25. Januar 1902 das erstinstanzliche Urteil und erhöhte die Freiheitsstrafe um eine Woche. Der verurteile Lokomotivführer stellte ein Begnadigungsgesuch an die Bundesversammlung. Der Bundesrat beantragte, das Gesuch abzulehnen. Die für Begnadigungsgesuche zuständige Vereinigte Bundesversammlung gewährte aber am 11. Dezember 1902 eine Strafermässigung gemäss dem erstinstanzlichen Urteil.